# Fulwestrant
Fulwestrant (łac. fulvestrantum) – selektywny antagonista receptora estrogenowego (SERD) stosowany w hormonoterapii raka piersi.

## Mechanizm działania
W warunkach prawidłowych po związaniu się receptora estrogenowego (ER) z estrogenem ulega on dimeryzacji i translokacji do jądra komórkowego, następnie dimery receptora estrogenowego wiążą się z promotorami docelowych genów i wpływają na transkrypcję tych genów. Transkrypcja genów jest regulowana przez 2 miejsca aktywujące zlokalizowane na końcu aminowym i końcu karboksylowym: AF1 i AF2, od których zależy przyłączenie koaktywatorów lub korepresorów transkrypcji. Część receptora o aktywności AF1 jest regulowana przez kinazy aktywowane mitogenami (MAPK), a część o aktywności AF2 jest regulowana przez estrogeny.
Fulwestrant jest czystym selektywnym antagonistą kompetycyjnym receptora estrogenowego (SERD), którego powinowactwo do ER jest porównywalne z estradiolem. Lek po związaniu z receptorem powoduje zmianę jego konformacji, która uniemożliwia niezbędną do aktywności dimeryzację receptora i translokację dimeru do jadra komórkowego. Powstały kompleks receptora z fulwestrantem jest niestabilny, co skutkuje jego przyspieszoną degradacją.
W przeciwieństwie do tamoksyfenu (selektywny modulator receptora estrogenowego, SERM) fulwestrant nie wykazuje żadnego działania agonistycznego. Wynika to blokowania przez tamoksyfen jedynie AF2, przy czym aktywność AF1 pozostaje niezaburzona, co warunkuje częściową aktywność agonistyczną, która zależy od rodzaju komórki i promotora. Z kolei fulwestrant blokuje zarówno aktywność AF1, jak i aktywność AF2.

## Wskazania
Fulwestrant stosuje się u chorych:
- w monoterapii w leczeniu miejscowo zaawansowanego lub rozsianego raka piersi z obecnymi receptorami dla hormonów u kobiet wcześniej nieleczonych hormonoterapią,
- w monoterapii w leczeniu nawrotu choroby podczas lub po zakończeniu leczenia uzupełniającego lekiem z grupy antyestrogenów lub w monoterapii w leczeniu miejscowo zaawansowanego lub rozsianego raka piersi z obecnymi receptorami dla hormonów u chorych po progresji podczas leczenia lekiem z grupy antyestrogenów,
- w skojarzeniu z palbocyklibem w leczeniu II linii miejscowo zaawansowanego lub rozsianego raka piersi z obecnymi receptorami dla hormonów i bez nadmiernej ekspresji receptora ludzkiego naskórkowego czynnika wzrostu typu 2 (HER2) u kobiet przed lub po menopauzie, które wcześniej otrzymywały hormonoterapię. U kobiet przed menopauzą lub w okresie okołomenopauzalnym jednocześnie z leczeniem skojarzonym fulwestrantu i palbocyklibu stosuje się agonistę LHRH.

## Przeciwwskazania
Do przeciwwskazań do stosowania fulwestrantu należą:
- nadwrażliwość na lek lub substancje pomocnicze,
- ciążą i karmienie piersią,
- ciężkie zaburzenia czynności wątroby.

## Badania kliniczne
Badanie FALCON oceniło zastosowanie fulwestrantu w leczeniu kobiet z miejscowo zaawansowanym lub przerzutowym rakiem piersi z obecnymi receptorami dla hormonów, które nie otrzymywały wcześniej hormonoterapii (I linia hormonoterapii). W tym randomizowanym, podwójnie zaślepionym badaniu na 462 chorych porównano fulwestrant w dawce 500 mg z inhibitorem aromatazy anastrozolem w dawce 1 mg. Pierwszorzędowym punktem końcowym badania był czas przeżycia wolny od progresji (PFS), a drugorzędowe punkty końcowe obejmowały między innymi odsetek odpowiedzi obiektywnych (ORR) oraz przeżycie całkowite (OS). Z badania wykluczono chore, które otrzymywały wcześniej hormonoterapię, natomiast było dopuszczalne wcześniejsze stosowanie jednej chemioterapii. W grupie otrzymującej fulwestrant zaobserwowano lepszą medianę przeżycia wolnego od progresji w porównaniu do anastrozolu, która wynosiła odpowiednio 16,6 miesiąca w grupie otrzymującej fulwestrant i 13,8 miesiąca w grupie leczonej anastrozolem. W analizie podgrup badania największe korzyści odnosiły chore bez przerzutów do narządów trzewnych.
W dwóch randomizowanych badaniach III fazy Trial 0020 i Trial 0021 badano skuteczność fulwestrantu w ramach hormonoterapii II linii u chorych z zaawansowanym lub przerzutowym rakiem piersi z obecnymi receptorami dla hormonów po progresji po wcześniejszym leczeniu antyestrogenem. W tym celu porównano fulwestrant w dawce 250 mg (obecnie na podstawie wyników niżej opisanego badania CONFIRM rutynowo stosuje się wyższą dawkę fulwestrantu 500 mg) z anastrozolem w dawce 1 mg. W łącznej analizie obu badań stwierdzono poprawę mediany czasu do progresji (TTP), która wynosiła w grupie przyjmującej fulwestrant 5,5 miesiąca i 4,1 miesiąca w grupie leczonej anastrozolem. Podobnie zaobserwowano lepszą odpowiedź w grupie przyjmującej fulwestrant (19,2% dla fulwestrantu i 16,5% dla anastrozolu), ale mediana przeżycia całkowitego (OS) pomiędzy obiema grupami była podobna (27,4 dla fulwestrantu i 27,7 dla anastrazolu).
Fulwestrant początkowo został zarejestrowany w dawce 250 mg, jednak badania sugerowały zależność skuteczności od dawki leku. Badanie CONFIRM wykazało, że fulwestrant w dawce 500 mg jest skuteczniejszy od leku zastosowanego w dawce 250 mg. Chore po menopauzie z rakiem piersi wcześniej leczone jedną linią hormonoterapii zostały losowo przydzielone do grupy otrzymującej fulwestrant w dawce 250 mg co 28 dni lub do grupy stosującej fulwestrant w dawce 500 mg w schemacie podania leku w dniu 0, 14, 28, a następnie co 28 dni. Pierwszorzędowym punktem końcowym badania było przeżycie wolne od progresji. W grupie z fulwestrantem w dawce 500 mg wykazano poprawę mediany przeżycia wolnego od progresji w porównaniu do grupy z lekiem w dawce 250 mg (6,5 miesiąca z fulwestrantem w dawce 500 mg i 5,5 miesiąca z fulwestrantem w dawce 250 mg) oraz poprawę mediany przeżycia całkowitego (26,4 miesiąca z fulwestrantem w dawce 500 mg i 22,3 miesiąca z fulwestrantem w dawce 500 mg).
W kolejnych badaniach oceniono zastosowanie fulwestrantu u chorych z progresją podczas lub po leczeniu inhibitorami aromatazy (hormonoterapia II lub III linii). W jednoramiennym badaniu Ingle i współpracowników na chorych z progresją po leczeniu inhibitorami aromatazy zaobserwowano mediany przeżycia do progresji (TTP) wynoszące 3 miesiące i mediany przeżycia całkowitego wynoszące 20,2 miesiąca. Badanie EFECT porównywało fulwestrant z eksemestranem u 693 chorych z zaawansowanym rakiem piersi z obecnymi receptorami dla hormonów z progresją lub nawrotem po leczeniu inhibitorami aromatazy. Chore losowo przydzielono do grupy otrzymującej fulwestrant lub eksemestran. Około 60% badanych przed włączeniem do badania otrzymało przynajmniej dwie linie hormonoterapii. Po odpowiednim okresie obserwacji stwierdzono, że fulwestrant wykazuje podobną aktywność jak eksemestran. Mediana czasu przeżycia do progresji w obu grupach wynosiła 3,7 miesiąca, stwierdzono również podobne odsetki odpowiedzi obiektywnych i odsetki korzyści klinicznych.

## Dawkowanie
Lek stosuje się w postaci iniekcji domięśniowych w dawce 500 mg podawanych w odstępach jednomiesięcznych. Podczas rozpoczynania leczenia podaje się dodatkową dawkę leku po 2 tygodniach od podania pierwszej dawki (schemat podania w dniu 0., 14., 28., następnie co 28 dni).

## Farmakokinetyka
Lek jest podawany domięśniowo, lek jest powoli wchłaniany i maksymalne stężenie w osoczu stwierdza się po 5 dniach. Fulwestrant w osoczu w 99% wiąże się z białkami osocza, przede wszystkim z lipoproteinami. Metabolizm leku nie został w pełni poznany, zachodzi on wieloetapowo, podobnie do przemian endogennych steroidów. Jest wydalany w postaci zmetabolizowanej, przede wszystkim z kałem.

## Interakcje
Fulwestrant nie wpływa hamująco na CYP3A4. Z kolei silne induktory i silne inhibitory CYP3A4 również nie powodują istotnej zmiany klirensu fulwestrantu.

## Działania niepożądane
Do działań niepożądanych leku należą:
- bardzo często[a]: reakcje nadwrażliwości, reakcje w miejscu podania, astenia, uderzenia gorąca, nudności, zwiększenie aktywności enzymów wątrobowych, wysypka, bóle mięśniowo-stawowe,
- często[b]: zakażenia układu moczowego, zmniejszenie liczby płytek krwi, anoreksja, ból głowy, żylna choroba zakrzepowo-zatorowa, wymioty, biegunka, zwiększenie stężenia bilirubiny, ból pleców, krwawienie z dróg rodnych, neuropatia obwodowa,
- niezbyt często[c]: reakcje anafilaktyczne, niewydolność wątroby, zapalenie wątroby, kandydoza pochwy, obfite upławy, krwiak w miejscu podania.